# Střední odborná škola Jana Tiraye Velká Bíteš
Střední odborná škola Jana Tiraye Velká Bíteš je střední odborná škola ve Velké Bíteši.

## Historie
Dne 1. září 1999 bylo slavnostně otevřeno Střední odborné učiliště Jana Tiraye. Tento významný krok podpořil ve městě zachování středního školství, které zde má tradici již od 30. let 20. století. Školní rok 2008/2009 s sebou přinesl velkou změnu v rámci nabídky oborů studia: nový maturitní obor Mechanik seřizovač a s tím související potřeba přejmenování na Střední odborná škola Jana Tiraye Velká Bíteš, příspěvková organizace. Škola nese v názvu na památku jméno významného bítešského rodáka, dějepisce a čestného občana města Jana Tiraye (23. 10. 1858 – 25. 7. 1925). Vyučoval na zdejší obecné škole, vydal dějiny města Velké Bíteše a svými aktivitami přispěl k založení muzejního spolku a bítešského muzea. Kopie busty Jana Tiraye se nachází ve vstupním vestibulu školy.

## Vzdělávání
Škola se koncepčně zaměřuje na výuku strojírenských a službových oborů. Obsah vzdělávací nabídky je koncipován tak, aby vyučované obory vzdělání odpovídaly potřebám trhu práce v regionu.
Žáci všech oborů jsou vzděláváni podle Školního vzdělávacího programu (ŠVP) – dokumentu, který realizuje požadavky rámcového vzdělávacího programu (RVP) pro daný obor vzdělávání. Zřizovatel školy město Velká Bíteš ve spolupráci se školou podal návrh na projekt „Modernizace Středního odborného učiliště Jana Tiraye za účelem zkvalitnění výuky ve Velké Bíteši“, který byl schválen a v květnu 2010 dokončen. Prostřednictvím tohoto programu vzniklo centrum soustružení a frézování, speciální učebna PC pro výuku na NC strojích, učebna fyziky a chemie, dále učebna jazyků a výpočetní techniky.
V oboru Obráběč kovů vykonávají žáci odbornou praxi v moderně vybavených učebnách školy pod vedením učitelů odborného výcviku. Svoje dovednosti uplatňují žáci v praxi také na vybraných smluvních pracovištích u podnikatelských subjektů. Významná firma regionu – První brněnská strojírna Velká Bíteš, a.s. se podílí na propojení teorie s praktickým vyučováním – zabezpečuje praktickou výuku žáků oboru Obráběč kovů a Mechanik seřizovač. V učňovské dílně se žáci oboru obráběč kovů připravují na konvenčních a CNC obráběcích strojích a jsou schopni běžné manipulace a korekce vytvořených programů. Středisko ve spolupráci se Střední odbornou školou Jana Tiraye iniciovalo projekt „Inovace v rozvoji kompetencí žáků dle potřeb trhu práce“, který byl financován z Evropského sociálního fondu. Jeho cílem bylo rozšíření znalostí žáků v oblasti CNC programování v řídicím systému Heidenhain.

### Nabízené obory vzdělání

#### Maturitní obor
- Mechanik seřizovač

#### Učební obory
- Obráběč kovů,
- Kadeřník,
- Cukrář,
- Kuchař